# Euploea variabilis
Euploea variabilis är en fjärilsart som beskrevs av Rothschild 1898. Euploea variabilis ingår i släktet Euploea och familjen praktfjärilar. Inga underarter finns listade i Catalogue of Life.